# テニピン
テニピンとは、手の平にスポンジやダンボールのラケットをはめ、バドミントンコートとほぼ大きさのコートでスポンジのボールを返球し合うテニス型ゲーム。

## 歴史
小学校体育でテニスが行われることはほぼなかったが、小学校段階からラケットスポーツに取り組み、中高への系統指導に繋げる見地から東京学芸大学附属小金井小学校教諭（当時）の今井茂樹が開発した。

## 用具

### ラケット
段ボールラケット、ハンドラケット、手の平ラケットがある。

### ボール
スポンジボールを使用する。

### ネット
横幅5.5mの市販のネットを使用するが、ハードルやコーンバーでも代用可。
また、ネットの高さは約80cm、コートの広さは、約10m×5mとなる。

## ルール
運動が苦手なひとのために以下のオリジナルのルールを設けている。
- 上から打つサーブはしない。
- バウンドは2回まで
- 4回ラリーしてから開始(途中で失敗してもよい)